# Beltinci

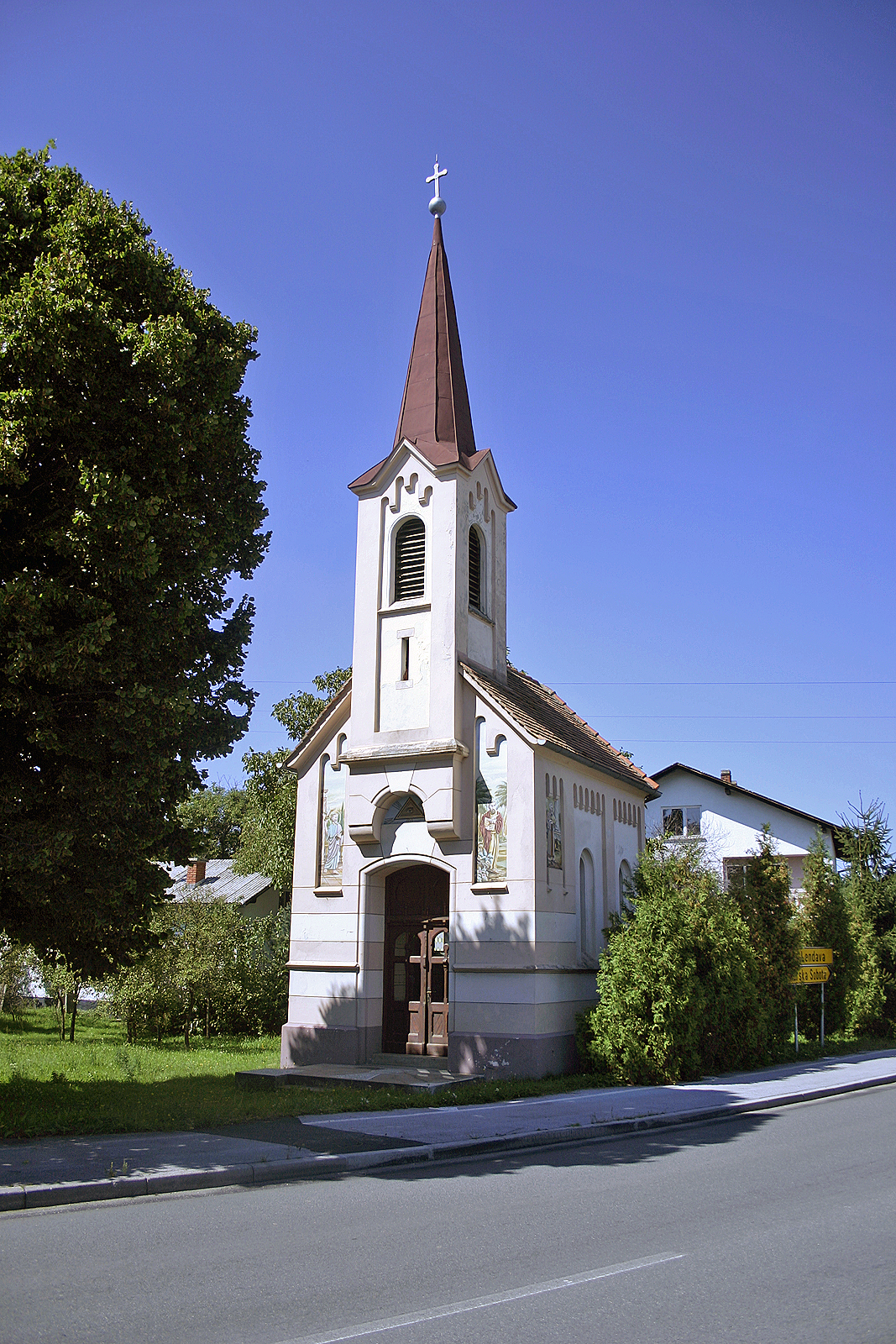
Chapelle Rous de Beltinci.

Beltinci (prekmure Böltinci, Hongrois Belatinc ou Belatincz) est une commune du nord-est de la Slovénie située dans la région du Prekmurje proche de la Hongrie.

## Villages
Beltinci, Lipovci, Bratonci, Dokležovje, Gančani, Ižakovci, Lipa, Melinci.

## Géographie
La localité est située à environ 50 km à l'est de la ville de Maribor et à moins de 10 km au sud-est de la ville de Murska Sobota. Cette région proche de la Hongrie est appelée Prekmurje. La rivière importante de la région est la rivière Mur. La région, qui fait partie de la plaine de Pannonie, est très axée sur l'agriculture.

## Démographie
Entre 1999 et 2008, la population de la commune est restée relativement stable avec une population d'environ 8 500 habitants.
Évolution démographique,
| 1999  | 2000  | 2001  | 2002  | 2003  | 2004  | 2005  | 2006  | 2007  |
| ----- | ----- | ----- | ----- | ----- | ----- | ----- | ----- | ----- |
| 8 529 | 8 535 | 8 574 | 8 510 | 8 537 | 8 538 | 8 524 | 8 551 | 8 518 |
| 2008  | 2009  | 2010  | 2011  | 2012  | 2013  | 2014  | 2015  | 2016  |
| 8 540 | 8 337 | 8 358 | 8 333 | 8 335 | 8 302 | 8 334 | 8 264 | 8 261 |
| 2017  | 2018  | 2019  | 2020  | 2021  |       |       |       |       |
| 8 233 | 8 183 | 8 104 | 8 059 | 8 068 |       |       |       |       |

Une importante communauté juive vit dans la commune avant la Seconde Guerre mondiale. Le 26 avril 1944, les juifs de la ville sont déportés vers le camp d'Auschwitz où ils seront assassinés.

## Personnalités
- Vlado Kreslin (1953-), musicien et auteur, est né à Beltinci.